# Caloptilia maynei
Caloptilia maynei är en fjärilsart som beskrevs av Ghesquière 1940. Caloptilia maynei ingår i släktet Caloptilia och familjen styltmalar.
Artens utbredningsområde är Nigeria. Inga underarter finns listade i Catalogue of Life.